# 美濃國
美濃國（日语：〔〕／ Minonokuni */?），又稱濃州，日本古代的令制國之一，屬東山道，領域約為現今岐阜縣的南部。

## 郡
- 多藝郡
- 石津郡
- 不破郡
- 安八郡
- 池田郡（日语：池田郡）
- 大野郡
- 本巢郡
- 席田郡
- 方縣郡
- 厚見郡
- 各務郡
- 山縣郡
- 武藝郡
- 郡上郡
- 賀茂郡
- 可兒郡
- 土岐郡
- 惠奈郡

## 相關項目
- 日本令制國列表
- 美濃市
- 美濃加茂市